# 铜鱼
铜鱼（学名：Coreius heterodon）为輻鰭魚綱鯉形目鲤科铜鱼属的鱼类，俗名水密子、铜钱鱼、尖头棒、金鳅、出水烂。栖息中下层，主食底栖动物。

## 特征
前部圆桶形，后部侧扁，长达40多厘米。体背为古铜色，故名“铜鱼”；头小吻尖长；口小马蹄形，唇厚；口须粗长；眼睛小。

## 分布
在中国，分布于长江流域，多见于干支流流水，产量高、肉质肥美，为长江上游重要经济鱼类。该物种的模式产地在中国。

## 扩展阅读
維基物種上的相關：铜鱼